# 意大利俄罗斯远征军
意大利俄罗斯远征军是第二次世界大战期間，意大利皇家陆军派出的一支在苏德战争战场作战的部隊。意大利俄罗斯远征军起初隶属于第11集团军。1941年8月14日，意大利俄罗斯远征军受第1装甲集团军指揮。1942年6月3日之后，意大利俄罗斯远征军受第17軍團指揮。1942年7月，意大利俄罗斯远征军併入第八集團軍。